# Frédéric Garnier (homme politique)
Pour les articles homonymes, voir Frédéric Garnier.
Frédéric (Jean François Gustave) Garnier, né le 24 février 1836 à Rochefort (Charente-Maritime) et mort le 6 août 1905 à Contrexéville (Vosges), est un homme politique français.

## Présentation
Issu d'une famille très liée au milieu maritime, fils de Gustave Benoît Garnier (1792-1859), inspecteur général du Génie maritime, et petit-fils de Jean François Chaumont, il se consacre à la gestion de ses domaines et à la politique. Dès 1864, il est conseiller général du canton de Royan. Conseiller municipal de Vaux-sur-Mer de 1865 à 1870, il est maire de Royan en 1870, mandat qu'il conserve jusqu'à son décès. Il est député de la Charente-Maritime de 1889 à 1903, inscrit au groupe de l'Union progressiste. Il est sénateur de la Charente-Maritime de 1903 à 1905.

## Biographie
Natif de Rochefort, Frédéric Garnier, est l'homme qui a fait de Royan la ville balnéaire qu'elle est actuellement. Tour à tour, Conseiller général, Maire, Député puis Sénateur, il emprunte le Tramway Decauville à l'exposition universelle de 1889 où la Tour Eiffel est inaugurée. De retour sur la Côte de Beauté, il persuade son Conseil Municipal de faire venir la Société Decauville afin qu'elle y installe et exploite son tramway sur la Côte de Beauté. Ce qui sera fait de 1890 à 1946.
Député de la Charente-Inférieure de 1889 à 1903.
Sénateur de la Charente-Inférieure de 1903 à 1905.
Né dans une région côtière, et plus précisément dans un port militaire, Frédéric Garnier se voyait, de surcroît, fortement marqué et déterminé par ses ascendances : un grand-père directeur des constructions navales à Lorient ; un oncle directeur des travaux hydrauliques à Rochefort ; un père inspecteur général du génie maritime. Ces origines ont commandé, orienté et limité toute son activité publique.
Ce ne sont pourtant pas des études d'ingénieur, ni même scientifiques, qu'il vint entreprendre à Paris, mais des études de droit. Mais celles-ci une fois achevées, il revint à sa province pour n'en plus bouger.
Il se consacra d'abord à la gestion des domaines qu'il possédait et il s'acquit la réputation d'une compétence particulière en matière agricole. Mais bien vite, en dépit de son jeune âge, la politique l'attira. En 1864, mi-forcé mi-consentant, il se porta candidat au Conseil général dans le canton de Royan et il fut élu à une forte majorité contre le candidat officiel du gouvernement. Conseiller municipal de Vaux-sur-Mer de 1865 à 1870, il fut élu en 1870 conseiller municipal de Royan, et bientôt après maire de cette cité, mandat qu'il devait exercer jusqu'à sa mort. Jusqu'à sa mort également, il fut élu vice-président du Conseil général et président de la délégation cantonale.
Dans ces diverses fonctions, Frédéric Garnier se révéla un animateur et un administrateur de premier ordre. Fondateur et président des comices agricoles des cantons de Royan et de La Tremblade, membre du comité fondateur, puis administrateur du chemin de fer de la Seudre (depuis lors rattaché au réseau de l'État), créateur du port de la Cotinière, dans l'île d'Oléron, son plus beau titre de gloire n'en reste pas moins son activité en tant que maire de Royan. C'est en effet sous son impulsion à la fois imaginative et rigoureuse que Royan prit son essor et devint, d'une bourgade ensommeillée, une station balnéaire coquette, prospère et à la mode. Constructions, urbanisation, aménagements, équipements (telle la jetée du port), tout fut en définitive son œuvre.
C'est fort de la popularité que lui valait un talent unanimement reconnu que Frédéric Garnier eut dessein d'aller représenter sa région à la Chambre des députés et de contribuer ainsi plus efficacement encore à son développement. Sa première tentative, en 1885, au scrutin de liste départemental, fut un échec, bien que son canton de Royan lui ait donné, de loin, la majorité. Frédéric Garnier s'était présenté comme candidat républicain ; retenons cependant de sa profession de foi une phrase significative qui exprime nettement l'idée qu'il se faisait de la fonction parlementaire et préfigure fidèlement la manière dont il allait la remplir. « Je serai, disait-il, surtout un député d'affaires, demandant l'économie des finances, des lois de prévoyance et de protection pour les travailleurs, c'est-à-dire des lois de justice sociale. » Ainsi donc, l'économique et le social d'abord.
Notable, dans le meilleur sens du terme, le scrutin de 1889, le scrutin d'arrondissement ne pouvait que lui être favorable : ce fut un beau succès, l'écrasement, par 7 994 voix contre 5 913, du député sortant boulangiste Dupont. Aux élections suivantes, le succès se tourna en triomphe. 1893 : réélu au premier tour, sans concurrent, par 8 743 voix sur 8 882 suffrages exprimés (9 762 votants). 1898 : réélu au premier tour sans concurrent par 8 583 voix sur 8 651 suffrages exprimés (9 888 votants). 1902 : réélu au premier tour par 8 422 voix contre 4751 à son principal concurrent. En dépit d'un certain effritement, il faut convenir que sa position paraissait inexpugnable. Frédéric Garnier n'occupa pas beaucoup la tribune. Plus que de discours, il était épris d'action concrète. Aussi n'est-on pas surpris de le voir membre de la commission de la marine et de celle des chemins de fer. Il participa à plusieurs groupes : le groupe colonial, le groupe des ports de mer, le groupe des bouilleurs de cru. Tout cela est dans la logique du personnage : administrateur local, représentant d'une région côtière et portuaire, propriétaire exploitant ; comme aussi le fait que dans la querelle du libre-échangisme et du protectionnisme, ses préférences marquées allaient au premier système. Notons, en matière de choix politique, qu'il était inscrit à l'union progressiste, le parti de Raymond Poincaré et que ses votes se conformaient à ceux de son groupe. En fait, c'est visiblement l'activité de commissaire qui avait ses prédilections. Il se chargea d'un bon nombre de rapports, tous ayant trait à des questions d'intérêt local, comme l'autorisation pour telle ville ou tel département de lancer des emprunts ou bien encore la déclaration d'utilité publique de chemins de fer d'intérêt local.
Cependant, l'âge venant, sa santé était devenue fragile. Par manière de retraite, il se fit élire sénateur, par 713 voix sur 1 004 votants (1002 exprimés) lors du renouvellement triennal de 1903 et donna sa démission de député. Il n'en profita guère : sa maladie s'accentua soudainement et le 6 août 1905 il décédait à Contrexéville où il était venu se soigner. Il avait 69 ans.
Après sa mort, les Royannais reconnaissant lui érigent un monument qui voit passer son œuvre jusqu'en 1944. Les Occupants feront fondre la statue pour en faire de la mitraille.

## Sources
- « Frédéric Garnier (homme politique) », dans le Dictionnaire des parlementaires français (1889-1940), sous la direction de Jean Jolly, PUF, 1960 [détail de l’édition]